# Tulongshan (köpinghuvudort i Kina, Heilongjiang Sheng, lat 46,35, long 130,22)
Tulongshan (kinesiska: 土龙山, 土龙山镇) är en köpinghuvudort i Kina. Den ligger i provinsen Heilongjiang, i den nordöstra delen av landet, omkring 280 kilometer öster om provinshuvudstaden Harbin. Antalet invånare är 67 782. Befolkningen består av 33 063 kvinnor och 34 719 män. Barn under 15 år utgör 15,0 %, vuxna 15-64 år 78 %, och äldre över 65 år 6,0 %.
Runt Tulongshan är det ganska tätbefolkat, med 72 invånare per kvadratkilometer. Tulongshan är det största samhället i trakten. Trakten runt Tulongshan består till största delen av jordbruksmark.
Genomsnittlig årsnederbörd är 793 millimeter. Den regnigaste månaden är juli, med i genomsnitt 164 mm nederbörd, och den torraste är januari, med 5 mm nederbörd.